# Estadio Nacional (Lima)
Pour les articles homonymes, voir Estadio Nacional.
L'Estadio Nacional est un stade situé à Lima, la capitale du Pérou, d'une capacité de 39 305 places assises auxquelles il faut rajouter le complexe de balcons supérieurs pouvant abriter quelques milliers de personnes supplémentaires. Inauguré le 27 octobre 1952, il a notamment accueilli trois des six éditions de la Copa América organisées dans le pays, rénové de 2010 à 2011 changeant son aspect extérieur mais en conservant la tour historique de la tribune nord. Il est aussi nommé Estadio Coloso de José Díaz en référence à la rue où il est situé. La sélection nationale péruvienne y joue ainsi que certains clubs dans le cadre de finales. L'Instituto Peruano del Deporte (l'Institut péruvien du sport) est propriétaire du stade, qui possède une piste olympique d'athlétisme. Le stade est le troisième en capacité dans la ville de Lima, derrière l'Estadio Monumental et l'Estadio Universidad San Marcos.

## Histoire
23 mai 1964 : À la suite d'un mouvement de foule dans les tribunes, 320 personnes décèdent au cours d'un match Pérou - Argentine.  Il y a aussi un millier de blessés. Les portes du stade étant fermées, les supporters ne peuvent pas s'échapper et meurent piétinés ou asphyxiés.